# 1979 en Saskatchewan
Chronologie de la Saskatchewan
- 1975
- 1976
- 1977
- 1978
- 1979
- 1980
- 1981
- 1982
- 1983

Cette page concerne des événements d'actualité qui se sont produits durant l'année 1979 dans la province canadienne de la Saskatchewan.

## Politique
- Premier ministre : Allan Blakeney
- Chef de l'Opposition :
- Lieutenant-gouverneur : Irwin McIntosh
- Législature :

## Naissances

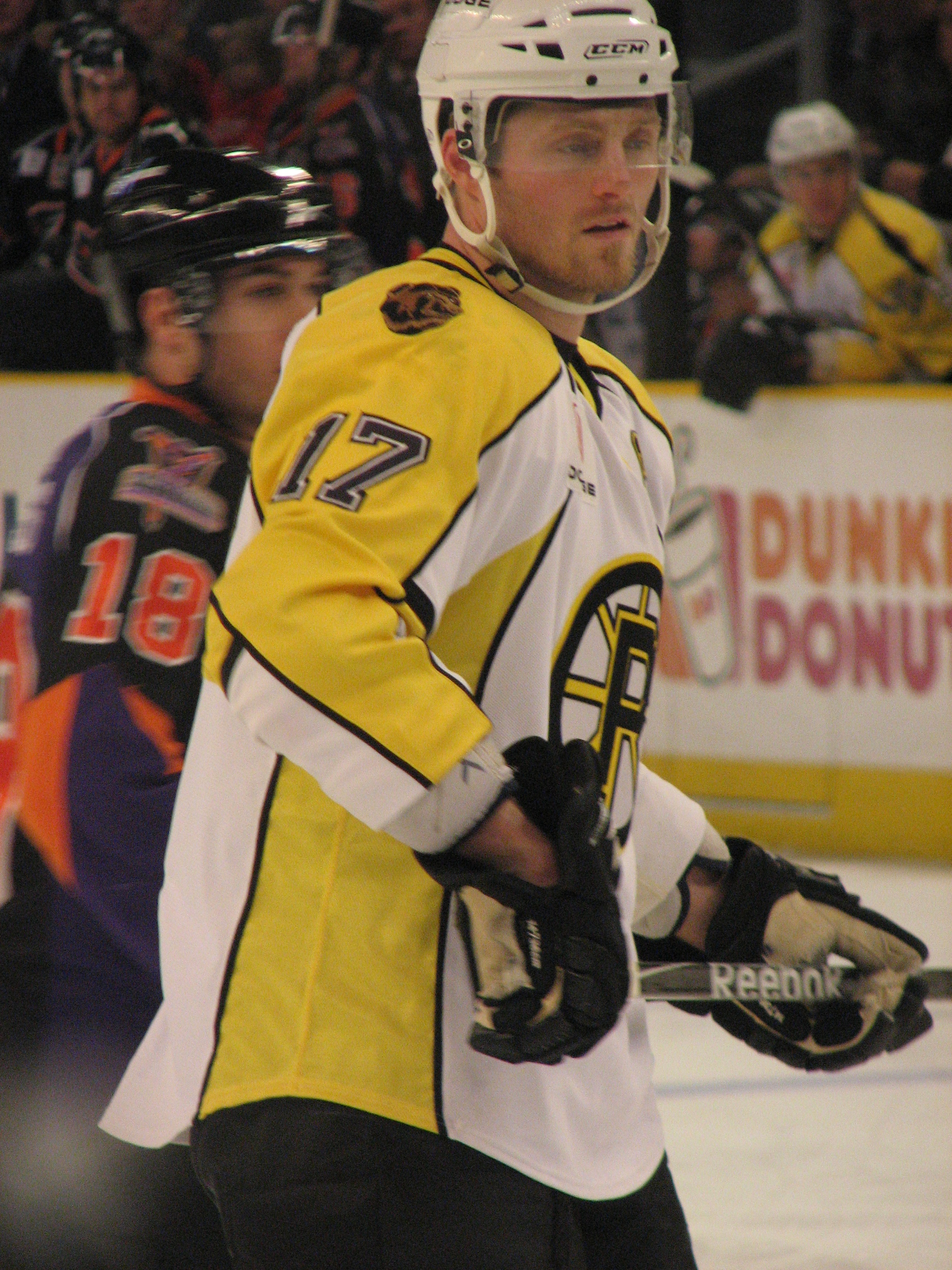
Jeremy Reich

- 11 février : Jeremy Reich (né à Craik) est un joueur professionnel retraité de hockey sur glace évoluant à la position d'ailier gauche.

- 7 mai : Ed Fairhurst, né à Regina, est un ancien joueur de rugby à XV, qui a joué avec l'équipe du Canada et avec les Cornish Pirates, évoluant au poste de demi de mêlée (1,80 m pour 86 kg). Il pouvait aussi jouer demi d'ouverture ou arrière. Il a pris sa retraite sportive en octobre 2012.

- 4 septembre : Kerry Ellis-Toddington (né à Regina) est un joueur professionnel de hockey sur glace canadien.

- 26 septembre : Chris Kunitz (né à Regina) est un joueur professionnel de hockey sur glace.

- 6 novembre : Kurtis Dulle (né à Craik) est un joueur professionnel de hockey sur glace canadien.

- 17 décembre : Colleen Sostorics (née à Régina (Saskatchewan)) est une joueuse de hockey sur glace canadienne.

- 18 décembre : Michael Siklenka (né à Meadow Lake) est un joueur professionnel de hockey sur glace canadien.